# Harewood, Nya Zeeland
Harewood är en förort till Christchurch i Nya Zeeland. Den ligger nordväst om centrala Christchurch, och hade 2006 en folkmängd på cirka 3 360 invånare.
Här finns Christchurch International Airport och International Antarctic Centre har en turistbyrå här.

### Fotnoter
1. ↑  ”Harewood (Area Unit, Christchurch)” (på engelska). Citypolulation. 30 juni 2006. http://www.citypopulation.de/php/newzealand-christchurch.php?cid=588600. Läst 19 juli 2013.